# Heinrich Freese
Heinrich Johannes Carl Freese (* 23. Mai 1853 in Hamburg; † 29. September 1944 in Berlin) war ein Fabrikant, der durch innerbetriebliche soziale Reformen in Erscheinung trat.

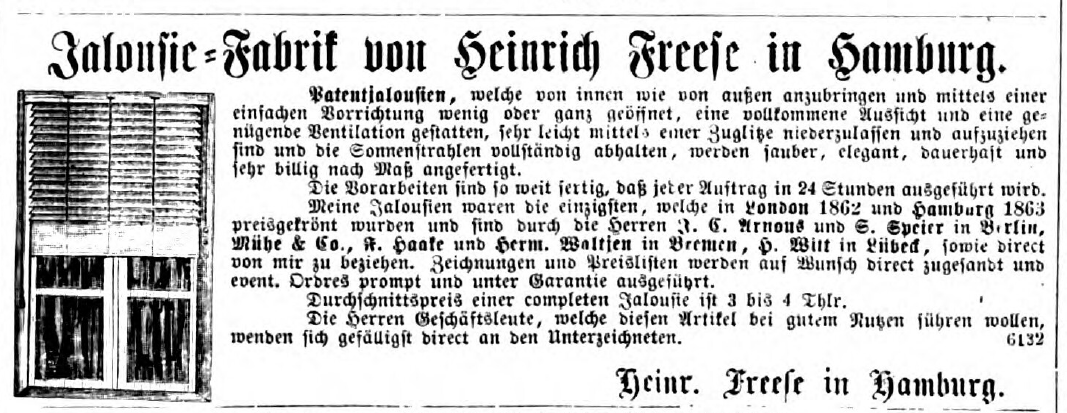
Anzeige für die Jalousie-Fabrik von Heinrich Freese Sr. in Hamburg (Illustrirte Zeitung, Nr. 1162, 7. Oktober 1865, S. 259)

## Leben
Freese kam 1876 nach Berlin, um die Berliner Filiale der väterlichen Jalousienfabrik zu übernehmen.
Die „Hamburg-Berliner Jalousie-Fabrik Heinr. Freese“ wurde zum führenden deutschen Unternehmen für Jalousien und Holzpflaster mit Stammbetrieb in der Rungestraße 18 a, und Filialen in Hamburg, Breslau und Leipzig. 1923 verlieh die Staatswissenschaftliche Fakultät der Universität Tübingen Freese die Ehrendoktorwürde (Dr. rer. pol. h. c.).
Seine Frau war Luise Freese (1854–1930), eine Tochter des Berliner Mühlenmeisters Carl Berner.

## Der Sozialreformer
Der sozialdemokratische Vorwärts nennt ihn 1896 einen „aufgeklärten Großindustriellen“. Freese sah soziale und demokratische Reformen in seinem Betrieb als entscheidend für dessen Erfolg an. In Berlin war Heinrich Freese der erste Industrielle, der 1884 eine Arbeitervertretung einberufen hatte (seit 1911 war die gesetzliche Bezeichnung Arbeiterausschuss). Er führte eine Gewinnbeteiligung seiner Arbeiter ein. Diese Maßnahme ist auch aus der nahe gelegenen Maschinenfabrik Otto Lilienthal (1890) bekannt. Die Gewinnbeteiligung wurde später (1896) als Maßnahme der Carl-Zeiss-Stiftung bekannt. Freese führte zudem den Achtstundentag ein.
Ab 1896 wurde bei Freese ein Teil der Gewinnbeteiligung einer Betriebssparkasse zugeführt, die einen betrieblichen Versicherungsschutz gewährte. Auf dem neuen Fabrikgelände in Niederschönhausen wurden 1908 Erholungsmöglichkeiten und ein Kinderspielplatz angeboten. Freese sah sein Prinzip durchaus im Gegensatz zu den erstarkenden Gewerkschaften.
Von 1890 bis 1898 war Freese erster Vorsitzender des Bundes für Bodenbesitzreform. Ab 1898 war er Ehrenvorsitzender der Nachfolgeorganisation Deutscher Bund für Bodenreform. Als Bodenreformer setzte er sich besonders für soziale und ökonomische Belange der Berliner Bauhandwerker ein.

## Werke
- Fabrikantensorgen, 1896.
- Fabrikantenglück! Ein Weg der dazu führen kann, Leipzig 1899.
- Das konstitutionelle System im Fabrikbetriebe, Leipzig 1905.
- Die Gewinnbeteiligung der Angestellten, Gotha 1905.
- Bodenreform!, Gotha 1907.
- Die Konstitutionelle Fabrik, Jena 1909.